# NGC 360
NGC 360 је спирална галаксија у сазвежђу Тукан која се налази на NGC листи објеката дубоког неба.
Деклинација објекта је - 65° 36' 32" а ректасцензија 1h 2m 51,5s. Привидна величина (магнитуда) објекта NGC 360 износи 12,6 а фотографска магнитуда 13,4. Налази се на удаљености од 30,263 милиона парсека од Сунца. NGC 360 је још познат и под ознакама ESO 79-14, FGCE 119, PGC 3743.